# Argon fluorohydride
Argon florohydrua (tên hệ thống: fluoridehydridoargon) hoặc argon hydrofluoride là một hợp chất vô cơ có công thức hóa học HArF (cũng được viết bằng ArHF). Nó là một hợp chất của nguyên tố hóa học Argon.

## Sự khám phá
Việc khám phá ra hợp chất argon đầu tiên này được ghi nhận cho một nhóm các nhà khoa học Phần Lan, đứng đầu là Markku Räsänen. Vào ngày 24 tháng 8 năm 2000, trên tạp chí Nature, họ đã công bố phát hiện của họ về argon florohydrua.

## Tổng hợp
Chất hoá học này được tổng hợp bằng cách trộn argon và hydro fluoride trên bề mặt caesi iodide ở 8 K (-265 ℃), và phơi bày hỗn hợp với tia cực tím. Điều này làm cho khí kết hợp.
Phổ hồng ngoại của hỗn hợp khí kết quả cho thấy nó chắc chắn chứa các liên kết hóa học, mặc dù rất yếu; do đó, nó là argon florohydrua, và không phải là một phân tử hoặc một hỗn hợp của argon và hydro fluoride. Liên kết hóa học của nó ổn định chỉ khi chất được giữ ở nhiệt độ dưới 17 K (-256 ℃); khi nóng lên, nó phân hủy thành argon và hydro fluoride.